# Dragan Paljić
Dragan Paljić (ur. 8 kwietnia 1983 w Starnbergu) – niemiecki piłkarz serbskiego pochodzenia występujący na pozycji obrońcy lub pomocnika.

## Kariera klubowa
W latach 2004–2008 Paljić grał w TSG 1899 Hoffenheim. Przez trzy sezony występował w Regionallidze, która była wówczas trzecim poziomem rozgrywek w Niemczech. W sezonie 2006/2007 Hoffenheim zajął drugie miejsce w tabeli i awansował do 2. Bundesligi, natomiast w kolejnym sezonie drużyna z Sinsheim wywalczyła drugie miejsce w 2. Bundeslidze i awansowała do najwyższej klasy rozgrywkowej. W Hoffenheim Paljić rozegrał łącznie 96 meczów ligowych i zdobył 13 bramek. W sierpniu 2008 roku przeszedł do drugoligowego 1. FC Kaiserslautern. W ciągu dwóch lat, piłkarz rozegrał w tej drużynie 46 spotkań i zdobył 3 gole w lidze. W sezonie 2009/2010 Paljić wywalczył wraz z Kaiserslautern awans do Bundesligi. 17 lipca 2010 roku podpisał dwuletni kontrakt z Wisłą Kraków. Razem z zespołem wywalczył mistrzostwo Polski w sezonie 2010/2011. Po zakończeniu kolejnych rozgrywek odszedł z klubu.

## Statystyki
(stan na 8 maja 2012)
| Klub                  | Sezon                 | Liga                  | Liga  | Liga   | Puchary krajowe | Puchary krajowe | Puchary europejskie | Puchary europejskie | Suma  | Suma   |
| Klub                  | Sezon                 | Liga                  | Mecze | Bramki | Mecze           | Bramki          | Mecze               | Bramki              | Mecze | Bramki |
| --------------------- | --------------------- | --------------------- | ----- | ------ | --------------- | --------------- | ------------------- | ------------------- | ----- | ------ |
| TSV 1860 Monachium II | 2001–2002 (w)         | Oberliga              | 1     | 0      | –               | –               | –                   | –                   | 1     | 0      |
| TSV 1860 Monachium II | 2002–2003             | Oberliga              | 9     | 0      | –               | –               | –                   | –                   | 9     | 0      |
| FV Olympia Laupheim   | 2003–2004             | Verbandsliga          |       | 20     | –               | –               | –                   | –                   |       | 20     |
| TSG 1899 Hoffenheim   | 2004–2005             | Regionalliga          | 23    | 5      | 0               | 0               | –                   | –                   | 23    | 5      |
| TSG 1899 Hoffenheim   | 2005–2006             | Regionalliga          | 23    | 1      | 0               | 0               | –                   | –                   | 23    | 1      |
| TSG 1899 Hoffenheim   | 2006–2007             | Regionalliga          | 31    | 6      | –               | –               | –                   | –                   | 31    | 6      |
| TSG 1899 Hoffenheim   | 2007–2008             | 2. Bundesliga         | 19    | 1      | 2               | 1               | –                   | –                   | 21    | 2      |
| TSG 1899 Hoffenheim   | 2008–2009             | Bundesliga            | 0     | 0      | 1               | 0               | –                   | –                   | 1     | 0      |
| 1. FC Kaiserslautern  | 2008–2009             | 2. Bundesliga         | 29    | 2      | –               | –               | –                   | –                   | 29    | 2      |
| 1. FC Kaiserslautern  | 2009–2010             | 2. Bundesliga         | 17    | 1      | 2               | 0               | –                   | –                   | 19    | 1      |
| Wisła Kraków          | 2010–2011             | Ekstraklasa           | 28    | 1      | 4               | 0               | 2                   | 0                   | 34    | 1      |
| Wisła Kraków          | 2011–2012             | Ekstraklasa           | 24    | 0      | 5               | 0               | 7                   | 0                   | 36    | 0      |
| Suma                  | TSV 1860 Monachium II | TSV 1860 Monachium II | 10    | 0      | –               | –               | –                   | –                   | 10    | 0      |
| Suma                  | TSG 1899 Hoffenheim   | TSG 1899 Hoffenheim   | 96    | 13     | 3               | 1               | –                   | –                   | 99    | 14     |
| Suma                  | 1. FC Kaiserslautern  | 1. FC Kaiserslautern  | 46    | 3      | 2               | 0               | –                   | –                   | 48    | 3      |
| Suma                  | Wisła Kraków          | Wisła Kraków          | 52    | 1      | 9               | 0               | 9                   | 0                   | 70    | 1      |

## Osiągnięcia

### 1. FC Kaiserslautern
- 2. Bundesliga: 2009/10

### Wisła Kraków
- Ekstraklasa: 2010/11

### Indywidualne
- Verbandsliga Król strzelców: 2003/04

## Życie osobiste
Rodzina Paljicia pochodzi z Doboj w Bośni i Hercegowinie.